# Булгаков, Георгий Ильич
Гео́ргий Ильи́ч Булга́ков (31 января 1883 года, Суджа, Курская губерния — 14 июня 1945 года, Курск) — российский и советский историк церкви, богослов, краевед.

## Биография
Родился в семье священника. Окончил Курское духовное училище в 1897 году, Курскую духовную семинарию в 1903 году и Киевскую духовную академию со степенью кандидата богословия в 1907 году.
С 1907 года преподаватель гомилетики, литургики и практического руководства для пастырей в Курской ДС, заведующий древлехранилищем Курской епархии, член Знаменско-Богородичного миссионерско-просветительного братства. Одновременно с 1909 года заведующий музеем и секретарь Курской церковной историко-археологической комиссии, затем епархиально-исторического общества. С 1911 года член Московского археологического общества, надворный советник, товарищ председателя Курской губернской ученой архивной комиссии, член-делопроизводитель подготовительной комиссии к торжествам прославления свт. Иоасафа Белгородского и активный их участник, член Курского отдела Императорского православного палестинского общества. Автор духовных стихотворений. Жена Анна Ивановна, дети: Лидия и Илья.
В 1917 году член Курского епархиального церковного совета, делегат Всероссийского съезда духовенства и мирян. Член Поместного Собора Православной Российской Церкви по избранию как мирянин от Курской епархии, участвовал в 1-2-й сессиях, член Комиссии о гонениях на Православную Церковь, секретарь VII, член I, II, III, V, VI, VIII, XIII, XVII, XXII отделов.
В июне 1918 года секретарь Курского чрезвычайного епархиального собрания, с сентября магистр богословия, редактор журнала «Воскресение», в июне 1919 года товарищ председателя епархиального собрания.
С 1918 по 1929 год преподаватель, затем директор курской школы № 1, лектор в педагогическом техникуме и Народном университете, член приходского совета храма Благовещения Пресвятой Богородицы. Во время Гражданской войны в качестве внештатного сотрудника сохранил и пополнил фонды Курского губернского музея.
В августе 1923 года совместно с единомышленниками учредил Курское губернское общество краеведения (КГОК), став его учёным секретарём. В 1924 году участник II Всесоюзной краеведческой конференции. С 1927 года редактор альманаха «Курский край» и журнала «Известия КГОК». Будучи автором многочисленных статей по истории края, основным докладчиком на конференциях курских краеведов, организатором археологических разведок на Ратском, Шуклинском, Белгородском городищах и этнографических экспедиций, протянул нить преемственности между дореволюционным и советскими этапами развития краеведения в Курске.
В 1930 году доносу воронежского Окружного бюро краеведения исключён из профсоюза работников просвещения и из Курского краеведческого общества «за связь с религией», преподавал в школах ФЗО № 4, № 20 и на Высших экономических курсах в Воронеже. 25 марта 1931 года арестован органами ОГПУ по Центрально-Чернозёмной области по делу «к/р монархической организации краеведов-церковников». 5 июня 1931 года коллегия ОГПУ приговорён к 5 годам концлагеря. Часть срока, с 1934 по 1937 год, отбывал в Белбалтлаге на строительстве Беломоро-Балтийского канала, награждён в 1936 году почётной грамотой Мосволгостроя и в 1937 году знаком «Ударник МВС». Затем отбывал ссылку в селе Красная Глинка Куйбышевской области. Окончил географический факультет (по другим сведениям — 1 курс) Куйбышевского государственного педагогического института.
В 1944 году вернулся в Курск. Умер 14 июня 1945 года в Курске. Похоронен на Московском (Никитском) кладбище.
3 июля 1978 года реабилитирован Президиумом Воронежского областного суда.